# Felsenburg Jestřebí
Jestřebí, auch Habštejn bzw. Krušina (deutsch Habstein, Habichtstein) ist die Ruine einer Felsenburg bei Jestřebí (Habstein) im Okres Česká Lípa in Tschechien. Sie steht auf einem allseitig überhängenden Sandsteinfelsen im Tal des Robečský potok (Robitzer Bach).

## Geschichte
Gegründet wurde die Burganlage 1292 von Heinrich Berka von Dubá. Einige Angehörige dieses Geschlechts führten auch den Namen von Habichtstein. 1407 wurde Heinrich Hlawatsch von Dubá Besitzer der Burg und behielt sie bis 1427.
1426 wurde die Burg von den Hussiten erobert. In der Folgezeit entwickelte sie sich zu einem Raubritternest, das 1445 durch den Oberlausitzer Sechsstädtebund belagert wurde. Der Besitzer Czernik Berka von Dubá, dessen Burgbesatzung für die Raubzüge verantwortlich war, löste die Burg gegen Zahlung aus der Belagerung und verhinderte so die Schleifung. Am 28. März 1446 verkaufte Czernik die Burg an Johann Smiřický von Smiřice. Nach dessen Hinrichtung erhielt dessen Sohn Albrecht 1460 den Besitz. 1478 veräußerte dieser die Burg und Herrschaft an Christoph von Wartenberg auf Roll. Zuletzt war 1530 Wenzel von Wartenberg auf der Burg ansässig, die im Jahre 1550 schon als wüst erwähnt wurde.
Ursprünglich hatte der überhängende Felsen die Gestalt eines auf einem Hügel gestrandeten Schiffsrumpfes. Sandsteinabbau durch die Anwohner führte zu Felsstürzen in den Jahren 1813, 1825, 1852, 1868, 1922 und 1936, die das Aussehen des Burgfelsens stark veränderten. Beim großen Bruch von 1852 brach der Felsen auseinander und große Teile der Burgruine wurden zerstört. In den 1980er Jahren brachen größere Felsmassen an der Nordseite ab. Am 1. Oktober 2009 erfolgte ein Felsabbruch an der Westseite, daraufhin war der Felsen für ein halbes Jahr gesperrt.

## Besonderheiten
Das eigentümlichste Bauelement der Burg ist der heute an der Außenseite freiliegende Burgbrunnen. Oberhalb der runden Schachtröhre befindet sich die ausgehauene Radkammer eines Tretrades. Mit dem langsam einsetzenden Tourismus im 19. Jahrhundert wurde im Burgbrunnen eine Wendeltreppe eingebaut.

## Aussicht

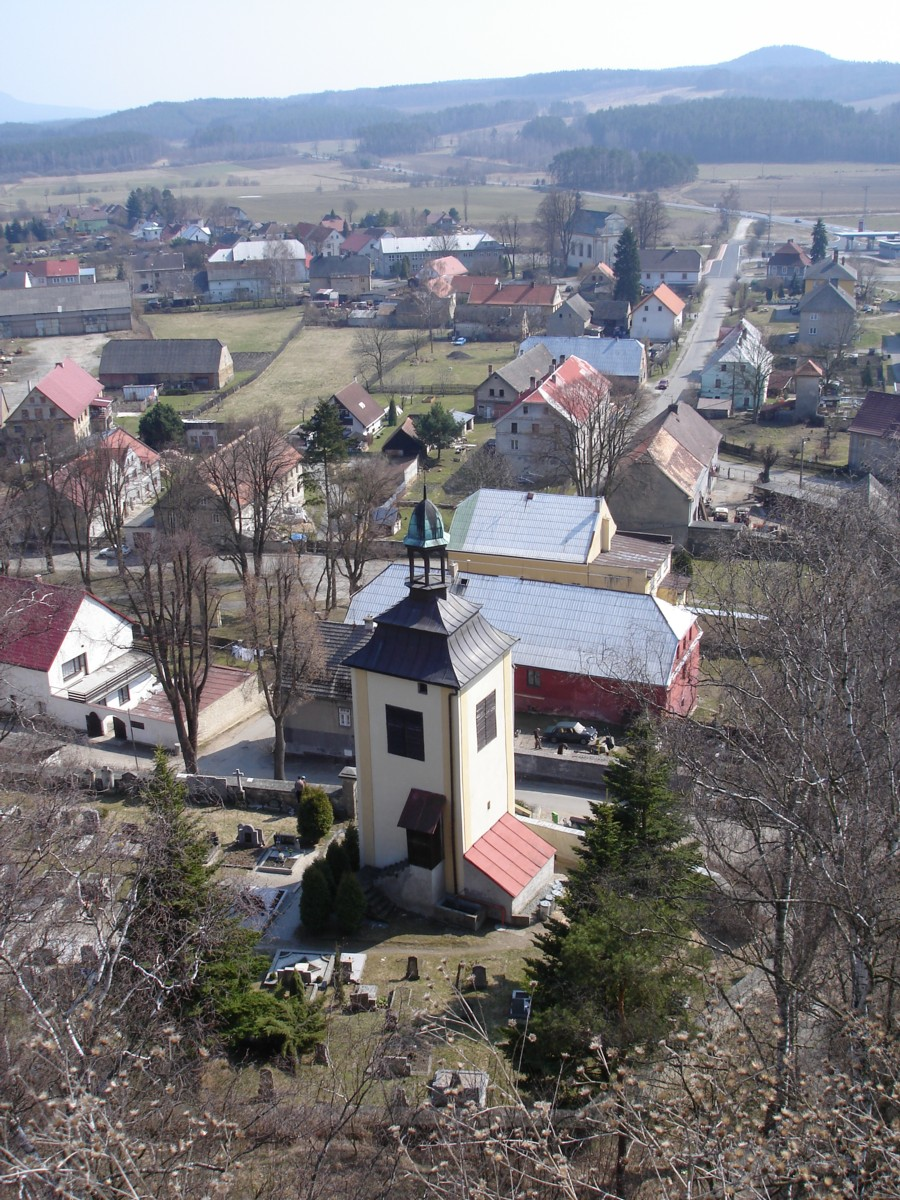
Blick von der Burg über Jestřebí

Vom Burgfelsen bietet sich eine Aussicht auf Jestřebí, zu den Bösigen, zum Kummergebirge und hinüber zu den Provodínské kameny (Mickenhaner Steine) mit dem Lysá skála (Kahlstein). Nördlich ist inmitten weiter Schilfbestände die Wasserfläche des Novozámecký rybník (Hirnsener Großteich) zu sehen.

## Wege zum Gipfel
Der Aufstieg zur Burg beginnt am Dorfplatz in Jestřebí und führt am Friedhof aufwärts zur Burg. Eine Wendeltreppe im ehemaligen Burgbrunnen ermöglicht den Aufstieg auf den südlichen, niedrigeren Burgfelsen. Der nördliche, höhere Burgfelsen ist für die Öffentlichkeit nicht zugänglich.